# Fate/kaleid liner Prisma Illya
Fate/kaleid liner Prisma Illya (Fate/kaleid liner プリズマ☆イリヤ?, Fate/kaleid liner Purizuma Iriya) è un manga scritto e disegnato da Hiroshi Hiroyama (anche conosciuto come KALMIA), serializzato sulla rivista Comp Ace della Kadokawa Shoten dal 2007 al 2008. Si tratta di uno spin-off di Fate/stay night visual novel di Type-Moon, che vede come protagonista il personaggio di Illyasviel von Einzbern ed è ambientato in un universo alternativo rispetto alla serie principale. Sono presenti inoltre molti altri personaggi della serie Fate. Un sequel del manga intitolato Fate/Kaleid liner Prisma Illya 2wei! è stato serializzato dal 2009 al 2012, a cui è seguito un altro sequel Fate/Kaleid liner Prisma Illya 3rei!!, la cui serializzazione è iniziata nel 2012 ed è tuttora in corso.
Un adattamento anime prodotto dalla Silver Link è stato trasmesso da Tokyo MX per dieci episodi fra luglio e settembre 2013, mentre una seconda stagione è trasmessa fra luglio e settembre 2014. Una terza stagione dal titolo è stata trasmessa in Giappone fra luglio e settembre 2015, mentre una quarta è andata in onda fra luglio e settembre 2016.
È stato inoltre realizzato un videogioco ispirato al manga intitolato Prisma Illya, pubblicato dalla Kadokawa Games per Nintendo 3DS, a luglio 2014.

## Trama
Illyasviel von Einzbern, detta Illya, è una normale studentessa delle scuole medie che un giorno inaspettatamente viene approcciata da Magical Ruby, una bacchetta magica parlante, che le dona il potere di trasformarsi in una ragazza magica, ritenendola più adatta al ruolo della sua precedente Master, Rin Tōsaka. Tuttavia la stessa Rin, che è stata incaricata dallo stregone Zelretch del compito di raccogliere le sette carte che contengono lo spirito di sette leggendari guerrieri, non è d'accordo con la decisione di Ruby, ma non può fare nulla per cambiarla, e quindi si trova ad assistere ed aiutare l'inesperta Illya. Durante una delle sue prime avventure Illya e Rin si imbatteranno in Miyu Edelfelt, un'altra ragazza magica, dotata della bacchetta Magical Sapphire, ed aiutata dalla maga esperta Luviagelita Edelfelt, nemica giurata di Rin. Fra i due gruppi si instaurerò un rapporto di collaborazione/rivalità, ma saranno soprattutto Illya e Miyu a stringere una forte amicizia.
Dopo una serie di battaglie, Illya e Miyu raccolgono tutte le carte e diventano buone amiche, mentre Rin e Luvia rimangono in Giappone per ordine di Zelretch. Tuttavia, l'apparizione di Kuro, una ragazza dalla pelle scura con una sorprendente somiglianza con Illya, complica presto le loro vite mentre tenta di eliminare Illya. La loro battaglia viene interrotta dall'arrivo della madre di Illya, Irisviel, che rivela che Kuro era originariamente destinata a essere il Santo Graal nella Guerra del Santo Graal, ma dopo che il conflitto fu impedito Kuro fu sigillata in modo che Illya potesse condurre una vita normale. Illya fornisce a Kuro il mana necessario per sostenere la sua forma fisica e la accetta nella famiglia Einzbern.
Poco dopo, il gruppo viene attaccato da Bazett Fraga McRemitz, che in precedenza era responsabile dell'ottenimento delle Carte delle Classi. Tuttavia viene stilata una tregua forzata quando Rin rivela che esiste un'ottava carta e così il gruppo affronta quest'ultima, che si rivela essere Gilgamesh, che rivela che Miyu proviene da un mondo parallelo in cui è nata come Santo Graal, prima di assorbirla. Illya combina i Kaleidostick Ruby e Sapphire per diventare Kaleido Liner Zwei, dandole il potere di sconfiggere Gilgamesh e salvare Miyu.
Questa vittoria è di breve durata, poiché Miyu viene rapita dalla famiglia Ainsworth e portata via nel mondo di origine. Illya e i suoi amici entrano nell'universo parallelo e si alleano con Tanaka, una ragazza affetta da amnesia il cui obiettivo è sconfiggere gli Ainsworth; Gilgamesh, che desidera riprendersi la sua Carta di Classe dagli Ainsworth dopo la sua sconfitta da parte di Illya; e una versione alternativa di Shirō Emiya, il fratello maggiore di Miyu che viene imprigionato dagli Ainsworth. Quest'ultimi rivelano la loro intenzione di usare Miyu come Santo Graal per salvare il loro mondo morente, ma Illya giura che troverà un modo per risolvere la situazione senza sacrificare Miyu. A seguito di uno scontro, gli Ainsworth scappano e Gilgamesh lascia il gruppo dopo aver reclamato la sua Carta di Classe, mentre Angelica Ainsworth si unisce a malincuore al gruppo di Illya dopo essere stata lasciata morente dalla sua famiglia mentre Miyu e Shirō vengono liberati.

## Personaggi

### Principali

Luvia, Miyu, Illya, Kuro e Rin nella terza stagione dell'anime

Illyasviel von Einzbern (イリヤスフィール・フォン・アインツベルン?, Iriyasufīru fon Aintsuberun)
Doppiata da: Mai Kadowaki
In contrasto con la sua controparte di Fate/stay night, Illya ha avuto un'infanzia normale, crescendo senza alcuna conoscenza della magia o della Guerra del Santo Graal. Vive con il suo adorato fratello Shirō ed è accudita dalle sue domestiche Leysritt e Sella quando i suoi genitori Kiritsugu e Irisviel sono via. È una fan degli anime magici per ragazze e sogna ad occhi aperti di vivere un'avventura del genere. Quando incontra una bacchetta magica chiamata Magical Ruby, Illya viene indotta a firmare un contratto e diventare una ragazza magica. È anche abbastanza ingenua e spensierata rispetto alla sua versione originale, essendo anche pronta anche a passare da lesbica innamorata di Miyu e Chloe per nascondere la loro vera attività di ragazze magiche.
Magical Ruby (マジカルルビー?, Majikaru Rubī)
Doppiata da: Naoko Takano
Un Kaleidostick, un dispositivo magico che consente a chi lo utilizza di diventare una ragazza magica. Sebbene inizialmente Ruby appartenga a Rin, i continui litigi di quest'ultima con Luvia fanno sì che Ruby abbandoni la sua master e si lega invece con Illya. Sapphire la chiama "nee-san", ovvero sorella maggiore. Ruby ha una personalità dispettosa e prende sempre in giro Illya per il proprio divertimento, poiché le reazioni di quest'ultima superano sempre le sue aspettative.
Miyu Edelfelt (美遊・エーデルフェルト?, Miyu Ēderuferuto)
Doppiata da: Kaori Nazuka
Una misteriosa ragazza che viene scelta da Sapphire per diventare la sua nuova master e poi adottata da Luvia. Prende molto sul serio i suoi doveri di ragazza magica ed è inizialmente sprezzante nei confronti delle capacità di Illya, ma gradualmente si avvicina a quest'ultima, arrivando al punto di ammirarla e diventare altamente protettiva nei suoi confronti.
Magical Sapphire (マジカルサファイア?, Majikaru Safaia)
Doppiata da: Miyu Matsuki (stagione 1 e 2wei!) e Yumi Kakazu (da 3rei in poi)
Un Kaleidostick, la sorella minore di Magical Ruby, che permette a Miyu di diventare una ragazza magica. Sapphire è stato originariamente assegnata a Luvia, ma, come con Ruby, Sapphire ha abbandonato Luvia dopo essersi stancata del suo costante litigio con Rin. È la voce della ragione del duo ed è sempre seria riguardo al suo lavoro come Kaleidostick.
Rin Tōsaka (遠坂 凛?, Tōsaka Rin)
Doppiata da: Kana Ueda
Una giovane maga inviata dallo stregone Kischur Zelretch Schweinorg in Giappone per catturare le Carte delle Classi usando i poteri di una ragazza magica. Dopo che Ruby l'ha abbandonata in favore di Illya, Rin costringe quest'ultima a compiere la sua missione al suo posto, il tutto mentre la guida e supervisiona. Sebbene siano competente nel suo settore, il suo costante conflitto con Luvia spesso la induce a creare vari errori imbarazzanti, lasciando Illya e Miyu con un'opinione negativa delle loro effettive capacità.
Luviagelita Edelfelt (ルヴィアゼリッタ・エーデルフェルト?, Ruviazeritta Ēderuferuto)
Doppiata da: Shizuka Itō
Una giovane donna ricca e orgogliosa nonché una maga assegnata a lavorare insieme a Rin per catturare le Carte delle Classi. Dopo che Sapphire l'ha abbandonata, Luvia adotta immediatamente il suo nuovo master, Miyu, e la guida a catturare le carte al posto suo. È indiscriminata nell'usare la sua ricchezza, costruendo una villa dall'altra parte della strada rispetto alla casa degli Einzbern in un solo giorno, dove lei e Miyu vivono attualmente. La sua rivalità con Rin deriva sia dalle loro personalità naturalmente contrastanti che dalla loro reciproca cotta per Shirō, che non riesce a notare la loro attrazione per lui.
Kuro (クロ?)/Chloe von Einzbern (クロエ・フォン・アインツベルン?, Kuroe fon Aintsuberun)
Doppiata da: Chiwa Saitō
Una misteriosa ragazza identica a Illya, tranne che per la pelle scura, i capelli bianchi e gli occhi dorati; appare dopo che Illya e Miyu hanno catturato tutte le Carte delle Classi. Inizialmente assume il ruolo di antagonista con l'obiettivo di eliminare Illya per ragioni sconosciute. L'esistenza di Kuro viene poi rivelata essere un altro lato di Illya che era stato precedentemente sigillato in modo che questa potesse condurre una vita normale. Per mantenere la propria esistenza, deve ottenere mana dagli altri baciandoli. Dopo la "lotta di potere" in casa Einzbern, è considerata la "sorellina" di Illya. Chloe è generosa con i suoi affetti sia verso Shirō che verso qualsiasi altra ragazza che incontra, specialmente con Illya. A causa di ciò, diventa spesso la principale fonte di fanservice yuri nel manga e nell'anime.

### Famiglia Einzbern
Shirō Emiya (衛宮 士郎?, Emiya Shirō)
Doppiato da: Noriaki Sugiyama
Il fratello maggiore adottivo di Illya, un ragazzo normale che sembra finire spesso in situazioni sfortunate. Illya e Chloe hanno una cotta per lui ed è piuttosto popolare tra le ragazze, tra cui Rin, Luvia, Sakura Matō, Caren e Moriyama Nanami (la sorella maggiore di Nanaki), anche se non si accorge che sono apertamente attratte da lui. Shirō tende ad essere trattato male dalle persone intorno a lui, anche se ammette che si è abituato a stare all'ultimo gradino della scala gerarchica. In sostanza, è una versione parodistica dell'omonimo personaggio di Fate/stay night, i cui lineamenti sono stati volutamente innalzati a un livello comico. Una sua versione alternativa, cresciuta dalla famiglia di Miyu, sembra aver imparato la magia ed è più simile nella personalità a sangue caldo del Shirō dell'universo principale ed è attualmente incatenato e imprigionato dalla famiglia Ainsworth, ma in seguito riesce a fuggire dopo aver sentito che Miyu era in difficoltà e perciò aiuta le ragazze a salvarla.
Sella (セラ?, Sera)/Leysritt (リーゼリット?, Rīzeritto)
Doppiate da: Haruhi Nanao e Miho Miyagawa
Sella e Leysritt sono le domestiche della famiglia Einzbern e le principali custodi di Illya e Shirō. Sella è una donna che si irrita facilmente per i disordini domestici, ma si dedica a Illya e prende sul serio i suoi doveri. Al contrario, Leysritt è accomodante e non esita a sottrarsi ai suoi doveri e a farli svolgere da Shirō. Tuttavia, è molto entusiasta e solidale sia con Illya che con Shirō. Sella ha la tendenza a pensare che Shirō sia un lolicon e un siscon (ovvero una persona con un complesso per la sorella), e lo picchia ogni volta che ha i suoi fortunati momenti di pervertito.
Irisviel von Einzbern (アイリスフィール・フォン・アインツベルン?, Airisufīru fon Aintsuberun) / Kiritsugu Emiya (衛宮 切嗣?, Emiya Kiritsugu)
Doppiati da: Sayaka Ōhara e Rikiya Koyama
I genitori di Illya e Shirō; spesso sono entrambi lontani da casa e lavorano duramente per assicurarsi che i loro figli possano vivere una vita normale. Irisviel è una donna eccentrica che ama profondamente Illya e Shirō ed è abbastanza abile per mettere fuori combattimento Chloe con un solo colpo. Nonostante siano lontani, lei e Illya condividono una stretta relazione. Sebbene sia una discendente di una lunga stirpe di maghi, lei e Kiritsugu hanno lasciato la famiglia Einzbern poco dopo la nascita di Illya. Kiritsugu deve ancora fare un'apparizione formale nella serie, anche se Shirō esprime il desiderio che ritorni, soprattutto perché si sente oppresso dalla schiacciante presenza femminile nella sua famiglia.

### Accademia Homurahara
Taiga Fujimura (藤村 大河?, Fujimura Taiga)
Doppiata da: Miki Itō
L'insegnante di Illya e Miyu a scuola.
Mimi Katsura (桂 美々?, Katsura Mimi)
Doppiata da: Satomi Satō
Una ragazza nella cerchia di amiche di Illya, che sembra essere una studentessa con lode. Prende in simpatia il genere yaoi dopo aver visto la relazione di Illya-Miyu-Chloe e Shirō-Issei, e diventa una fujoshi dopo che Suzuka e sua sorella l'hanno introdotta nel regno delle dōjinshi. Ha un fratellino.
Issei Ryūdō (柳洞 一成?, Ryūdō Issei)
Doppiato da: Mitsuaki Madono
L'erede del tempio maschile Ryūdō e il migliore amico di Shirō Emiya. Come la sua controparte di Fate/stay night, è anche membro del consiglio studentesco.
Tatsuko Gakumazawa (嶽間沢 龍子?, Gakumazawa Tatsuko)
Doppiata da: Emiri Katō
Una ragazza bassa con i capelli biondi nella cerchia delle amiche di Illya. È la più fastidiosa del gruppo e una testa vuota. Porta costantemente problemi a tutto ciò che fanno, come aggiungere noce moscata e menta nella torta di libbra durante le lezioni di cucina (in realtà credeva che stessero facendo bistecche di Amburgo), anche se suo padre afferma che è molto meglio quando non aiuta affatto il prossimo. Anche se è l'erede del dojo in stile Gakumazawa, non ha alcun talento nelle arti marziali.
Suzuka Kurihara (栗原 雀花?, Kurihara Suzuka)
Doppiata da: Kanae Itō
Una ragazza dai capelli neri che indossa occhiali con montatura rossa che fa parte della cerchia di amiche di Illya. È la mente razionale del gruppo. Ha una sorella maggiore, che è una disegnatrice di manga dōjinshi.
Nanaki Moriyama (森山 那奈亀?, Moriyama Nanaki)
Doppiata da: Mariya Ise
Una ragazza dai capelli rosa nella cerchia di amiche di Illya. Si arrabbia con Luvia e Rin (che lei chiama rispettivamente 'bionda trapano' e 'doppia coda') perché queste si rivelano un ostacolo all'amore di sua sorella maggiore (a sua sorella piace Shirō Emiya). Sembra essere un genio, poiché padroneggia l'arte marziale in stile Gakumazawa in meno di pochi minuti ma la sua pigrizia le impedisce di utilizzare i suoi talenti in modo efficiente.
Caren Hortensia (カレン・オルテンシア?, Karen Orutenshia)
Doppiata da: Ami Koshimizu
L'infermiera della scuola, è una donna che osserva attentamente le azioni Illya, Miyu e Chloe. Non mostra assolutamente alcun interesse per gli eventi ed è piuttosto spensierata riguardo al suo lavoro di infermiera. In seguito si rivela essere la rappresentante della chiesa nella vicenda relativa alle Carte delle Classi, svolgendo il ruolo di supporto e supervisore. Viene anche rivelato che ha scelto di lavorare come infermiera scolastica in quanto le consente di assecondare il suo interesse nell'osservare da vicino le sofferenze dei bambini.

### Carte delle Classi
Rider (ライダー?, Raidā)
Doppiata da: Yū Asakawa
Uno spirito eroico delle Carte delle Classi; la sua vera identità è quella di Medusa. È un antieroe, uno spirito eroico illegittimi ostile agli altri spiriti eroici. Viene sconfitta da Miyu e la sua carta verrà utilizzata sia da quest'ultima che da Illya in alcune occasioni.
Caster (キャスター?, Kyasutā)
Doppiata da: Atsuko Tanaka
Uno spirito eroico delle Carte delle Classi; la sua vera identità è quella della strega del tradimento Medea, una maga appartenente all'era degli dei. Viene sconfitta da Miyu ed utilizzata successivamente da Illya per trasformarsi ed assumere le sue abilità magiche.
Saber (セイバー?, Seibā)
Doppiata da: Ayako Kawasumi
Uno spirito eroico delle carte delle Classi; la sua vera identità è quella di Re Artù, più precisamente Artoria Pendragon, il re dei cavalieri d'Inghilterra che estrasse la spada dalla roccia. Ha una personalità molto seria ed è sempre fedele ai suoi doveri. Compare inizialmente con l'aspetto di Saber Alter, ovvero la versione corrotta e oscura di Saber, e mette in seria difficoltà Illya, Miyu, Rin e Luvia durante un combattimento. Verrà comunque sconfitta da Illya tramite la carta di classe di Archer; successivamente la carta di Saber verrà impiegata in alcune occasioni sia da Illya che da Miyu dove emergerà il lato eroico di entrambe.
Assassin (アサシン?, Asashin)
Doppiato da: Akina Abe, Kazunori Nomata e Naoya Nosaka
Uno spirito eroico delle Carte delle Classi; la sua vera identità è quella di Ḥasan-i Ṣabbāḥ, il quale è in grado di evocare uno dei diciannove spettri a seconda dell'utilizzatore. Viene battuto da Illya a seguito di una dura battaglia e impiegato da quest'ultima per sfruttarne i poteri per affrontare nemici quali Gilgamesh e Angelica.
Berserker (バーサーカー?, Bāsākā)
Doppiato da: Tadahisa Saizen
Uno spirito eroico delle Carte delle Classi; la sua vera identità è quella di Eracle, un grande eroe mitico che viene definito come un eccellente spirito eroico sotto ogni aspetto. Rappresenta l'ultima carta normale che le protagoniste devono ottenere; viene sconfitto dalla forza congiunta di Illya, Miyu, Rin e Luvia.
Gilgamesh (ギルガメッシュ?, Girugamesshu)
Doppiato da: Aya Endō (da bambino), Tomokazu Seki (forma ombra)
Gilgamesh è l'ottava Carta delle Classi scoperta da Rin dopo aver indagato sugli impulsi terrestri della città di Fuyuki. Sebbene inizialmente appaia come un essere senza cervello e coperto da una maligna nebbia nera, è pienamente in grado di usare il suo intero arsenale di armi contro i suoi avversari. Dopo aver sconfitto Bazett e Chloe, fugge dal mondo specchiato delle Carte di Classe e completa un rituale che gli consente di separarsi in due forme: una versione infantile di sé stesso e un gigantesco essere nero che ha accesso alla maggior parte delle armi nobili di Gilgamesh e desidera vincere la Guerra del Santo Graal. Nonostante non abbia intenzione di vincere, si permette di fondersi in parte con l'essere nero poiché riconosce che Illya è un degno avversario dopo aver combinato entrambi i Kaleidostick per diventare Kaleido Liner Zwei. Alla fine viene sconfitto dopo uno scontro di forza tra il Kaleido Liner Zwei di Illya e il suo Enuma Elish.

### Famiglia Ainsworth
Darius Ainsworth (ダリウス・エインズワース?, Dariusu Einzuwāsu)
Doppiato da: Katsuyuki Konishi
È il primo capo della famiglia Ainsworth. Ha vissuto per mille anni per mezzo di una maledizione sui suoi discendenti che li ha sovrapposti con una "sostituzione concettuale". Il suo attuale ospite fisso è Julian Ainsworth.
Julian Ainsworth (ジュリアン・エインズワース?, Jurian Einzuwāsu)
Doppiato da: Natsuki Hanae
È l'attuale capo della famiglia Ainsworth e l'antagonista principale della serie. Ricopre spesso il ruolo di "sostituto concettuale" di Darius Ainsworth, il primo capofamiglia.
Erica Ainsworth (エリカ・エインズワース?, Erika Einzuwāsu)
Doppiata da: Sumire Morohoshi
Erica, il cui vero nome è Pandora (パンドラ?), è stata creata dai Dodici dell'Olimpo seimila anni prima degli eventi della serie. Vive nel mondo di Miyu e in questa realtà il vaso di Pandora non è mai stato aperto, rendendola incapace di morire fino a quando qualcuno non aprirà il recipiente di cui lei è in possesso. Tuttavia gli dei le dissero di attendere fino a quando l'umanità non si sarebbe del tutto estinta e solo allora potrà compiere il suo destino e liberare il vero potenziale del mondo. Per via della sua immortalità, Pandora ha sofferto molto mentre le persone cercavano irragionevolmente di ucciderla ogni volta che scoprivano che non era umana. Dopo tanti anni di sofferenza, ha iniziato a chiedersi perché doveva sopportare tutto ciò per gli esseri umani. Venne trovata da Darius mille anni prima degli eventi di Prisma Illya e da quel momento iniziò a vivere con lui. In questo lungo lasso di tempo ha assunto vari nomi nel corso delle generazioni, l'ultimo dei quali è Erica. Ha l'aspetto di una bambina.
Beatrice Flowerchild (ベアトリス・フラワーチャイルド?, Beatorisu Furawāchairudo)
Doppiata da: Rie Kugimiya
È una bambola vivente al servizio della famiglia Ainsworth. Era l'utilizzatrice della carta di Berserker nella quinta Guerra del Santo Graal degli Ainsworth. Inoltre possiede un'altra carta della medesima classe.
Angelica Ainsworth (アンジェリカ・エインズワース?, Anjerika Einzuwāsu)
Doppiata da: Ryōko Shiraishi
È la sorella maggiore di Julian. È l'utilizzatrice della Carta della Classe Archer della quinta Guerra del Santo Graal degli Ainsworth. La sua anima è stata spostata all'interno del corpo di una bambola vivente dopo essere morta al termine della quarta guerra del Santo Graal.

### Altri
Bazett Fraga McRemitz (バゼット・フラガ・マクレミッツ?, Bazetto Furaga Makuremittsu)
Doppiata da: Hitomi Nabatame
Una specialista di combattimento di prim'ordine, è un'esecutrice della designazione del sigillo dell'Associazione Magica, inviata per recuperare le Carte delle Classi di Illya e Miyu, anche con la forza se necessario. È abbastanza abile da sopraffare Rin, Luvia e Chloe, e quasi sconfigge Illya e Miyu quando usano le Carte delle Classi contro di lei. È implacabile nell'adempimento della sua missione, costringendo infine Rin ad annunciare l'esistenza di un'ottava carta Servant precedentemente sconosciuta per fermare l'assalto di Bazett e stabilire una tregua. Durante la sua ritirata, Bazett restituisce le tre carte che ha preso da Illya. A seguito di questo incidente, è andata in bancarotta, in quanto Luvia le ha fatto pagare tutti i danni che aveva fatto all'interno della sua villa, e perciò svolge molti lavori part-time, in particolare come dipendente di Gakumazawa e mascotte "Lion Go-kun" al Gakugaku Animal Land.
Gōto Gakumazawa (嶽間沢 豪兎?, Gakumazawa Gōto)
Doppiato da: Tomoyuki Shimura
Il padre di Tatsuko. È l'unico membro della famiglia Gakumazawa che non ha i capelli biondi. È il capo del dojo Gakumazawa, una scuola di combattimento che insegna esclusivamente le arti per neutralizzare l'avversario. Nonostante la sua esperienza, perde facilmente contro Luvia e Nanaki che lo sconfiggono in due diverse occasioni. Assume Bazett dopo che quest'ultima è andata in bancarotta a seguito del suo assalto alla villa Edelfelt. Dopo che Nanaki lo ha sconfitto e ha preso lo stemma del dojo, cambia il nome della scuola in "GKMZW".
Stella Gakumazawa (嶽間沢 ステラ?, Gakumazawa Stella)
Doppiata da: Yumeha Kouda
La madre di Tatsuko, da cui i suoi figli hanno ereditato i capelli biondi.
Reiichi Gakumazawa (嶽間沢 黎一?, Gakumazawa Reiichi)
Doppiato da: Yoshitsugu Matsuoka
Il primo figlio della famiglia Gakumazawa e il fratello maggiore di Tatsuko; ha i capelli biondi. Sembra una persona abile nel praticare la sua disciplina.
Gaisuke Gakumazawa (嶽間沢 凱介?, Gakumazawa Gaisuke)
Doppiato da: Subaru Kimura
Il secondo figlio della famiglia Gakumazawa e il fratello maggiore di Tatsuko; ha i capelli biondi. Sembra una persona vivace, proprio come Tatsuko.
Nanami Moriyama (森山 那奈巳?, Moriyama Nanami)
Doppiata da: Mikako Takahashi
La sorella maggiore di Nanaki. Secondo Nanaki, è una persona molto gentile e di buon carattere con una coppa F. Ha una cotta per Shirō Emiya. Nonostante sia molto gentile, è abbastanza audace da usare la sua apparente innocenza per sedurre Shirō, mentre gli chiede di strofinarle il corpo quando ha la febbre. Questo suo modo di fare la rende antipatica agli occhi di Rin e Luvia, e dopo che quest'ultime le hanno lanciato un sacchetto contenente delle rane dissezionate, Nanami sviluppa una fobia per le rane, che Nanaki vede come una cosa triste in quanto il kanji del suo nome, "巳", significa "serpente".
Hibari Kurihara (栗原 火雀?, Kurihara Hibari)
Doppiata da: Yōko Hikasa
La sorella maggiore di Suzuka e un'artista di manga dōjinshi. Costringe sempre Suzuka a fare ciò che le chiede, specialmente facendosi aiutare a disegnare i suoi manga quando si avvicina la scadenza per la consegna. È anche una fujoshi.
Auguste (オーギュスト?, Ōgyusuto)
Doppiato da: Tesshō Genda
Il maggiordomo di Luvia e le è molto fedele. Ha elevate capacità di combattimento. Si comporta come un padre iperprotettivo nei confronti di Shirō, per cui Luvia ha una cotta.
Tanaka (田中?)
Doppiata da: Misato Fukuen
Tanaka è una ragazza che soffre di amnesia che Illya incontra per la prima volta al suo arrivo nel mondo di Miyu. Non ha idea del suo passato e l'unica cosa che ricorda è che deve sconfiggere gli Ainsworth poiché hanno intenzioni nefaste. In seguito si scopre che rappresenta la manifestazione dell'ultimo istinto di sopravvivenza della morente Gaia, la controforza della Terra e l'opposto di Alaya, la controforza dell'umanità, che funge da controguardia di fronte alla schiacciante minaccia della "corrosione del mondo".
Kirei Kotomine (言峰 綺礼?, Kotomine Kirei)
Doppiato da: Jōji Nakata
È un membro della Santa Chiesa che osserva la città di Fuyuki e la guerra del Santo Graal degli Ainsworth in qualità di sovrintendente non ufficiale nel mondo di Miyu. In questo universo, sia la religione che la fede sono scomparse e con esse la Chiesa ha perso il suo significato, portando così Kotomine ad assistere in maniera passiva all'imminente fine del mondo. Ha deciso così di aprire un negozio di ramen in cui serve esclusivamente mapo tofu.

## Media

### Manga
La serie, scritta da Hiroshi Hiroyama, è stata serializzata sulla rivista Comp Ace di Kadokawa Shoten dal 26 settembre 2007 al 26 novembre 2008. Una serie sequel intitolata Fate/kaleid liner Prisma Illya 2wei! (Fate/kaleid liner プリズマ☆イリヤ ツヴァイ！?) è stata serializzata dal 26 aprile 2009 al 26 marzo 2012. Una terza serie manga intitolata Fate/kaleid liner Prisma Illya 3rei!! (Fate/kaleid liner プリズマ☆イリヤ ドライ！！?) ha iniziato la serializzazione il 26 maggio 2012 ed è tuttora in corso. Nel 2010 è stato serializzato un capitolo speciale su Comp Ace per celebrare il quinto anniversario della rivista, il quale è un crossover tra Prisma Illya e Mahō shōjo Lyrical Nanoha.

### Anime
La prima stagione animata e adattamento dell'omonimo manga è stata prodotta da Silver Link per un totale di dieci episodi, trasmessi in Giappone tra il 13 luglio e il 14 settembre 2013. La serie è stata trasmessa in simulcast da Crunchyroll. Gli episodi sono stati pubblicati in streaming una settimana prima sul portale Niconico. La sigla d'apertura è Starlog di ChouCho mentre quella di chiusura è Prism Sympathy delle StylipS. La sigla finale dell'episodio 9 è Tsunagu kizuna - Tsutsumu kodoku (ツナグキズナ・ツツムコドク? lett. "I legami connessi sigillano la solitudine") del gruppo StylipS. L'anime è stato licenziato in Nord America da Sentai Filmworks, che ha pubblicato la serie in Blu-ray Disc e DVD il 2 settembre 2014.
La seconda stagione, Fate/kaleid liner Prisma Illya 2wei, è andata in onda tra il 10 luglio e l'11 settembre 2014. La sigla d'apertura è Moving Soul di Minami Kuribayashi mentre quella di chiusura è Two By Two di Yumeha Kouda. In Nord America è stata distribuita da Sentai Filmworks.
La terza stagione, Fate/kaleid liner Prisma Illya 2wei Herz!, è andata in onda tra il 25 luglio e il 26 settembre 2015. La sigla di apertura è Wonder Stella (ワンダーステラ?, Wandā Sutera) di fhána mentre quelle di chiusura sono Happening☆diary (ハプニング☆ダイアリー?, Hapuningu☆daiarī) di Yumeha Kouda (episodi 1-5) e Wishing Diary (episodi 6-10), entrambe interpretate da Yumeha Kouda. I diritti di distribuzione internazionale al di fuori dell'Asia sono stati acquistati da Crunchyroll, che ha pubblicato la serie in versione sottotitolata in vari Paesi del mondo, tra cui l'Italia. In Nord America è stata distribuita da Sentai Filmworks.
La quarta stagione, Fate/Kaleid liner Prisma Illya 3rei!!, è stata trasmessa dal 6 luglio 2016 e il 21 settembre 2016. La voce del personaggio di Sapphire è stata cambiata a seguito della morte della doppiatrice Miyu Matsuki avvenuta il 27 ottobre 2015. Nel maggio 2016 venne annunciata Yumi Kakazu come la nuova voce di Sapphire. La sigla d'apertura è Asterism di ChouCho, mentre quella finale è WHIMSICAL WAYWARD WISH di TECHNOBOYS PULCRAFT GREEN-FUND feat. Yumeha Kouda. La sigla finale dell'episodio nove è Cuddle di ChouCho. Come per il caso precedente, Crunchyroll si è occupata della distribuzione oltre oceano in edizione sottotitolata, anche in italiano.

### Light novel
Un adattamento in formato light novel scritto da Hiroshi Hiroyama e illustrato da bun150 è stato pubblicato da Kadokawa Shoten dal 1º agosto al 1º ottobre 2013 per un totale di 2 volumi. La serie adatta gli eventi della prima stagione dell'anime.
| Nº | Data di prima pubblicazione | Data di prima pubblicazione | Data di prima pubblicazione |
| Nº | Giapponese                  | Giapponese                  |                             |
| -- | --------------------------- | --------------------------- | --------------------------- |
| 1  | 1º agosto 2013              | ISBN 978-4-04-100934-5      |                             |
| 2  | 1º ottobre 2013             | ISBN 978-4-04-101025-9      |                             |

### Film
Un film d'animazione basato sulla serie e intitolato Gekijōban Fate/kaleid liner Prisma Illya: Sekka no chikai (劇場版 Fate/kaleid liner プリズマ☆イリヤ 雪下の誓い?, Gekijō-ban Fate/kaleid liner Purizuma ☆ Iriya: Sekka no chikai, lett. "Fate/kaleid liner Prisma Illya versione cinematografica: Il giuramento sotto la neve") è uscito nelle sale cinematografiche giapponesi il 26 agosto 2017. La pellicola presenta sempre il regista della serie animate Ōnuma e lo studio d'animazione Silver Link.
Un secondo adattamento cinematografico è stato annunciato il 21 maggio 2020. Quest'ultimo, dal titolo Fate/kaleid liner Prisma Illya Licht - Namae no nai shōjo (Fate/kaleid liner プリズマ☆イリヤ Licht 名前の無い少女?, Fate/kaleid liner Purizuma ☆ Iriya Licht namae no nai shōjo, lett. "Fate/kaleid liner Prisma Illya Licht - La ragazza senza nome"), è uscito il 27 agosto 2021. Dopo l'uscita della pellicola, è stato annunciato che verrà prodotto un sequel.

### OAV
Un episodio OAV è stato annunciato il 22 dicembre 2018. Intitolato Fate/kaleid liner Prisma Illya: Prisma Phantasm (Fate/kaleid liner プリズマ☆イリヤ プリズマ☆ファンタズム?, Fate/kaleid liner Purizuma ☆ Iriya Purizuma ☆ Fantazumu) è stato proiettato nei cinema giapponesi il 14 giugno 2019. Lo staff principale e il cast sono tornati a ricoprire i rispettivi ruoli.

### Videogioco
Un videogioco intitolato Prisma Illya (プリズマ☆イリヤ?, Purizuma ☆ Iriya) è stato sviluppato e pubblicato da Kadokawa Games per Nintendo 3DS il 31 luglio 2014 esclusivamente in Giappone. Il titolo, disponibile sia in edizione regolare che limitata, copre la storia del manga e dell'anime. Il gioco ha ottenuto un punteggio di 18/40 dalla rivista Famitsū, basato sulla somma dei punteggi (da 0 a 10) dati al gioco da quattro recensori della rivista. Quest'ultimi ritennero che la sezione dedicata all'avventura offriva poco movimento e le battaglie presentavano delle difficoltà durante lo svolgimento delle stesse. Le operazioni erano poco reattive e queste lo rendevano meno comodo come gioco d'azione. I personaggi super deformed erano carini, le battaglie presentavano dei nemici molto forti a qualsiasi difficoltà ma l'equilibrio rimaneva comunque ottimo. Nella modalità principale, gli scontri e la raccolta delle carte venivano ripetuti e il lato della produzione era monotematico, rendendolo un titolo un po' insipido. Non erano presenti abbastanza variazioni negli eventi e nelle pose dei personaggi ed era difficile essere motivati a collezionare carte simboliche. L'impressione generale che dava era che le spiegazioni essenziali fornite nel tutorial dedicato non erano sufficienti, così come la guida alla costruzione del mazzo di carte prima della battaglia e le promesse espresse dalla grafica. Fu ritenuto un peccato che l'effetto di ogni carta fosse difficile da comprendere e che il sistema non fosse utilizzato a pieno.

## Accoglienza

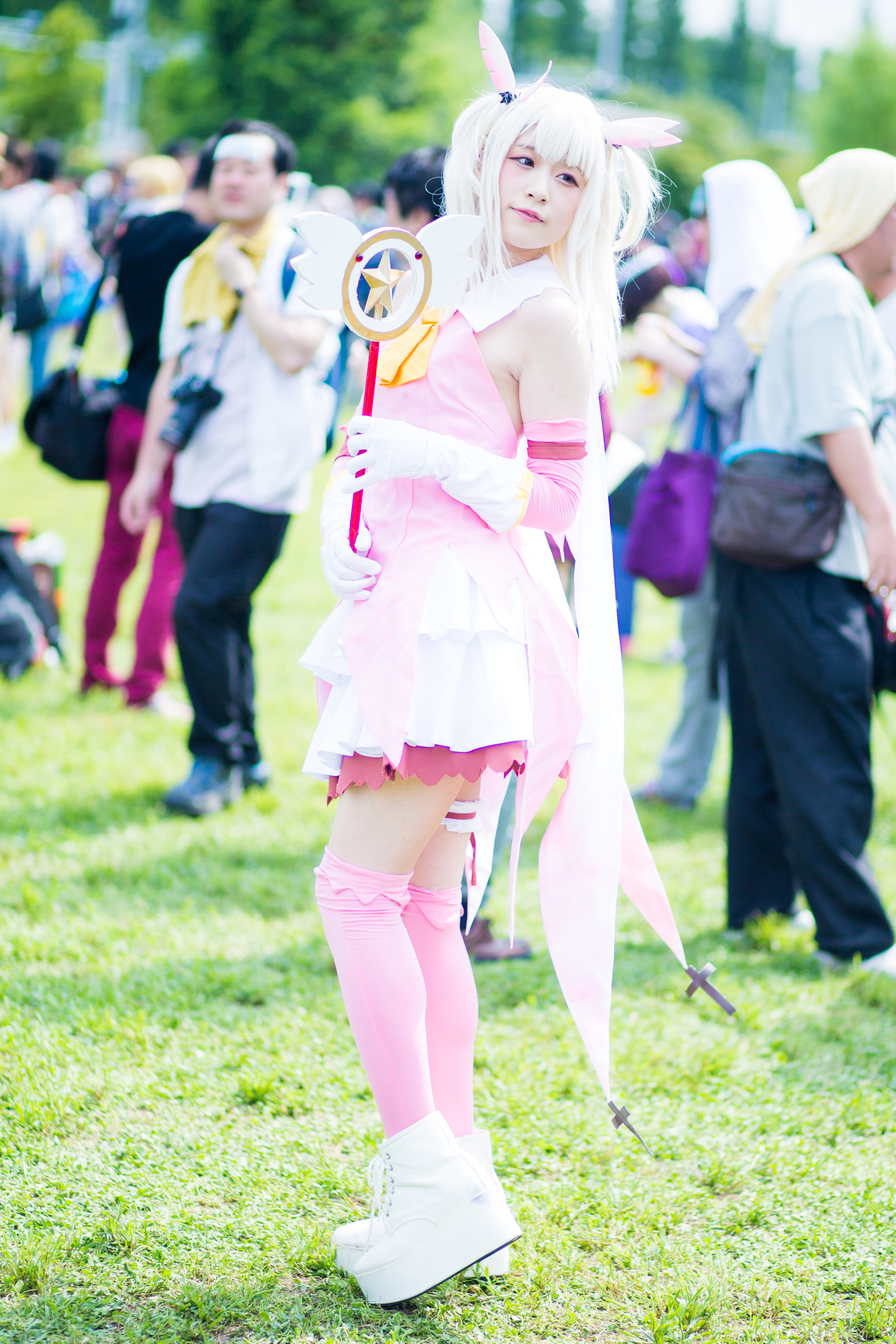
Cosplayer di Illya nel 2018.

Theron Martin di Anime News Network recensì la prima stagione dell'anime sostenendo che era un prodotto godibile anche a chi si approcciava per la prima volta al franchise di Fate, sebbene si rivelasse un titolo majokko molto semplice e un po' stereotipato. Martin apprezzò la rivalità tra Rin e Luvia, affermando che aveva delle sfumature simili a quelle di Ryoko e Ayeka di Chi ha bisogno di Tenchi?, e il fatto che qui ricoprivano il ruolo di mentori e combattenti di supporto per le due ragazze magiche protagoniste era una bella aggiunta, così come il modo in cui le amiche di Illya creavano dei simpatici siparietti. Tuttavia, nessuno dei due fattori si rivelava profondo o complesso. La serie adottava anche un approccio decisamente comico per gran parte della sua durata, anche se, prevedibilmente, alla fine diventa per lo più seria. È proprio in questi momenti in cui l'anime brillava davvero, citando una certa battaglia posta a metà della storia dove Illya è costretta dalle circostanze disperate a mettere in atto un trucco finora inimmaginabile, facendo saltare completamente in aria quelle che erano state fino a quel momento alcune sequenze d'azione discretamente interessanti e moderatamente dinamiche, trasformando la serie in uno spettacolo sbalorditivo di intensità e azione massiccia, che tra l'altro erano anche i pochi punti in comune con i precedenti prodotti del franchise d'origine. Da quel momento in poi le scene d'azione trasudavano a tal punto da trascendere la carineria della serie mentre la serietà e le sfumature drammatiche divenivano più prevalenti, anche se queste non regnavano sul resto. Un'altra bella trovata è la differenza tra Miyu e Illya, mentre la prima è generalmente più competente nella maggior parte dei suoi compiti, la seconda la eclissa con la sua fantasia inerente alle ragazze magiche che le rende più facile completare alcuni obiettivi, rendendo l'opera più piacevole ai fan del genere.
Questa svolta intelligente non era l'unico modo in cui la serie assecondava gli spettatori otaku incalliti, che alla fine sembravano maggiormente il pubblico a cui era destinato l'anime piuttosto che alle ragazze. Sebbene in forma minore rispetto ad altre opere del settore, presentava del fanservice e alcune tendenze lolicon. Tuttavia questo tipo di contenuto non era mai pesante e poteva essere tranquillamente ignorato dallo spettatore non interessato. Rispetto a Dusk Maiden of Amnesia, altro anime prodotto da Silver Link e diretto da Shin Ōnuma, lo stile visivo era completamente diverso; il livello artistico di base era più piatto, meno vivido e meno raffinato di Dusk Maiden o WateMote! e ricordava maggiormente lo sforzo compiuto nel 2009 per Tayutama: Kiss on my Deity. Il character design era abbastanza tipico per il genere e l'animazione, così come i trucchi visivi, non era niente di entusiasmante, ma era comunque sufficiente. Quando però si arrivava alle scene d'azione si poteva chiaramente vedere dove erano andati tutto il tempo, gli sforzi e il budget. Queste scene sono invariabilmente più nitide, appariscenti e animate in modo più vivo, con un utilizzo efficace della computer grafica. Il contenuto grafico è quasi inesistente, ma l'intensità è piuttosto elevata in alcuni punti, inoltre sono state risparmiate le ricorrenti trasformazioni delle ragazze, elemento che il recensore apprezzò. La colonna sonora di Tatsuya Kato, che aveva svolto un lavoro efficace in titoli come The Qwaser of Stigmata, Mirai Nikki e Kyōkaisen-jō no Horizon, era competente nei momenti più leggeri e rendeva bene per migliorare l'intensità delle scene d'azione, inserendo talvolta alcuni pezzi rock. Il risultato era un po' eclettico ma in generale funzionava. Le sigle erano entrambe adatte a una serie di ragazze magiche ma erano facilmente dimenticabili. In conclusione i dieci episodi proposti riuscivano ad attirare a sufficienza l'attenzione dei fan del franchise e allo stesso tempo si dimostravano abbastanza accessibili da fungere da ingresso non intimidatorio per il franchise. La serie poteva sacrificare di più la carineria in favore dell'intensità per soddisfare i fan dei formati più classici per ragazze magiche, poiché in questo caso non c'era il potere dell'amore che vinceva su tutto, ma bensì un'opera che preferiva presentare più mordente e vigore nel suo contenuto.
Mitch Jay di Rice Digital definì la prima stagione uno spin-off di ragazze magiche con una maggiore enfasi sulla commedia rispetto alla sua serie madre. Prisma Illya iniziava alla grande con colori brillanti e vivi, un po' di ottima musica e una rapida introduzione dei personaggi, il che fece incuriosire il recensore. Quest'ultimo poi trovò esilarante la rivalità che intercorreva tra Rin e Luvia. Come in altre serie dedicate alle ragazze magiche, Primsa Illya offriva un'enorme varietà di colori vivaci che si abbinavano allo spettacolare design dei personaggi di Fate, rendendola una serie facile da apprezzare, anche da chi non aveva visto le opere correlate, dando l'impressione di adattarsi bene a questo nuovo genere. Silver Link aveva svolto un lavoro fantastico nel catturare la sensazione di fantasia leggera prevalente in Primsa Illya ed era un vero piacere da guardare. Lo studio inserì poco fanservice, che nonostante fosse gradito dal recensore, quest'ultimo affermò che non vi era tempo per esso in questo caso. Tra scene slice of life e segmenti comici spiccavano anche alcune grandi battaglie che vennero definite come sbalorditive e in particolare una posta nel mezzo era addirittura mozzafiato. Diversi personaggi familiari di Fate vennero utilizzati con ruoli differenti, mischiando le carte e realizzando così un buon progetto. Silver Link ha tratto ispirazione da ufotable per quanto concerne gli effetti speciali, a tal punto da renderli incredibili, mentre gli ambienti, il clima e il combattimento si fondevano tutti insieme così bene e perfettamente che era difficile non essere assorbiti dall'azione. Un elemento che colpì Jay non appena iniziò a vedere l'opera in questione fu la colonna sonora super orecchiabile e che come le immagini, faceva molto per riflettere il tema fantasy leggero e riusciva a lanciarlo verso il successo. In conclusione la prima stagione era divertente, ricca d'azione, con una storia coerente e ben ritmata e con le immagini e l'audio complessivi innegabilmente fantastici.
In un articolo dedicato alla seconda stagione denominata 2wei!, Theron Martin parlando del primo episodio affermò che quest'ultimo offriva dosi salutari della maggior parte di ciò che aveva reso la prima stagione un successo, un carico pesante di cose carine, la relazione in erba tra Illya e Miyu, la commedia a volte pazzesca, l'apparizione occasionale di personaggi del resto della trama di Fate e una svolta più drammatica quando necessario accompagnata da un'impressionante dimostrazione di magia. Ancora una volta anche l'animazione si faceva avanti nella sua unica scena d'azione e il supporto musicale era forte. Rebecca Silverman lo trovò uno spin-off sorprendentemente divertente di Fate/stay night che offriva un contenuto yuri piuttosto significativo. Fondamentalmente riusciva a prendere ciò che aveva funzionato nella prima stagione, attenuando i difetti ed elaborando altri elementi per fare in modo che la prima puntata promettesse alcune cose interessanti a venire. Nel maggio 2016, il sito web Charapedia ha voluto basare un sondaggio settimanale sulle ragazze magiche più attraenti degli anime e Illya si è classificata al quinto posto.
Lo stesso Martin tornò a parlare della terza stagione Herz! sostenendo che era il classico esempio di ciò che accadeva quando un'opera cercava di essere qualcosa che non era, e quindi per più della metà di essa praticamente ignorava qual era in realtà la forza di questo ramo del franchise. Dava l'impressione che la trama fosse presente solo gli ultimi episodi mentre i restanti fungevano da filler. A parte qualche frammento occasionale, il cuore della storia non iniziava fino all'episodio 6, e la componente d'azione non entrava in gioco fino all'episodio 7. Quando finalmente si arrivava a quel punto, però, la serie di elevava così bruscamente che sembrava che qualcuno avesse premuto un interruttore. Sebbene tutti e dieci episodi avessero una continuity narrativa definitiva, il contrasto tra i primi sei e gli ultimi quattro episodi era così grande che andavano valutate separatamente. Nella prima parte venivano mostrate "ragazze carine che fanno cose carine" e nonostante alcuni momenti divertenti, era in gran parte noiosa. Gli unici elementi degni di nota erano il cambiamento e la crescita di Miyu e il fatto che Luvia inizi a considerarla e trattarla come una vera sorella minore, rendendo il tutto gratificante. La seconda parte invece era tutt'altra cosa, tornano a fare capolino le intense e dinamiche battaglie magiche che sono sempre state il punto forte del franchise, rendendo l'episodio 7 un brivido soddisfacente dopo sei puntate di fatica. I meriti tecnici per la serie rimanevano sostanzialmente invariati rispetto alle stagioni passate. Non era ancora l'opera più carina o dall'aspetto più raffinato, e si sforzava ancora un po' troppo per il fanservice tra le minorenni, ma era comunque in grado di mantenere almeno un po' di genuina carineria. L'aspetto riguardante lo spirito dell'ottava carta era un po' deludente, ma gli effetti magici che venivano lanciati durante le scene di battaglia e l'animazione non lo erano. Il fronte musicale continuava a essere uno dei punti di forza, sia durante le battaglie che nei momenti drammatici, così come nelle parti più comiche e tranquille. La sigla d'apertura Moving Soul era un brano tipico del genere ma forse conteneva troppe anticipazioni alla storie, mentre Two By Two era un pezzo per adulti in stile contemporaneo piacevole e melodico. Alla fine la seconda metà, e in particolare gli ultimi quattro episodi, salvavano la serie sia dalla sua stati che dalla completa mediocrità, ma avere una percentuale così alta sottoutilizzata riduceva decisamente la sua valutazione complessiva e ciò rendeva Herz! come l'anello debole rispetto alle due precedenti serie. Nonostante la risoluzione di un paio di questioni importanti, la storia era tutt'altro che completa alla fine, ma una quarta stagione avrebbe dato la possibilità al franchise di riscattarsi.
Sempre Martin parlò della quarta stagione 3rei!, trovando che il finale fosse un modo esasperante per chiudere una stagione dal punto di vista dello spettatore, anche se i produttori adottarono questa scelta per assicurarsi che il pubblico tornasse per vedere il film successivo. A differenza della precedente serie, questa presentava uno sviluppo degli eventi carnoso e con una notevole azione sin dall'inizio, allontanando ogni prospettiva degli imbrogli che hanno reso Herz! un lavoro ingrato. Il fatto che Illya fosse in grado di capire le cose da sola aveva creato una svolta interessante e gli alleati iniziali che raccoglieva in questo mondo offrivano una dinamica di personalità molto diverse ma comunque divertente. Dopo aver sistemato le carte in tavola, la trama diventava uno scenario abbastanza standard in cui bisognava salvare la ragazza prigioniera che era destinata ad essere utilizzata per scopi nefasti dal maschio cattivo. Furono apprezzate alcune scelte di sceneggiatura che vennero ritenute interessanti, come ad esempio un'antagonista che era in grado di trasformarsi impiegando le carte proprie come le protagoniste oppure Illya che finiva per rimanere coinvolta in una situazione molto divertente. Tuttavia uno dei grandi colpi di scena posti verso la fine riguardo all'identità del cattivo non aveva molto impatto, anche se ciò apriva nuovi misteri su ciò che stava realmente accadendo. Le componenti d'azione e del consumo di energia sono distribuite in modo molto più uniforme rispetto alla scorsa stagione, con una maggiore concentrazione negli ultimi due episodi. Nessuna scena d'azione individuale era al livello delle migliori delle serie precedenti, e difatti l'azione nel complesso non raggiunge gli alti standard che il franchise raggiunge normalmente, ma rimane stazionario e l'utilizzo parsimonioso della CG in queste scene era ben integrato. Furono mantenuti anche gli standard artistici generali prefissati dalle stagioni precedenti e non erano presenti incongruenze. La componente fanservice loli era stato fortunatamente attenuato, con pochissimi contenuti di questo tipo. La partitura musicale era per lo più la ripetizione dei temi usati in passato, con alcuni nuovi pezzi di pianoforte di basso livello inseriti nel mix. La colonna sonora tornò a vivere nelle scene d'azione, ma poteva essere molto pedante nei momenti più tranquilli. In conclusione 3rei! poteva essere vista anche da chi si approcciava al franchise per la prima volta anche se avrebbe finito per perdersi in alcuni punti senza aver visto le stagioni precedenti, al contrario, gli spettatori di vecchia data avrebbero goduto di un'estensione gradita, anche se non spettacolare, che spiegava molte cose riguardante il passato di Miyu.